# Усть-Кутский острог
Усть-Ку́тский остро́г (в старом написании Усть-Ку́цкой) — укреплённый населённый пункт в устье реки Куты при слиянии с рекой Леной. Центр Усть-Кутской волости. Основан в 1631 году Иваном Галкиным.
Имел удачное расположение на пересечении транспортных путей. Важный узел в освоении севера Сибири и Дальнего Востока. Место проведения крупных ярмарок (торговля пушниной, солью).
Основа хозяйственной деятельности — сбор торговых пошлин, ясака, других податей; обслуживание путей сообщения. Добыча соли. Также землепашество.
В настоящее время место, где стоял острог, находится в черте города Усть-Кута. Постройки не сохранились.

## Географическое расположение
Острог основан при слиянии рек Лены и Куты, последняя из которых имеет в устье небольшую дельту из двух проток, омывающих остров Домашний. Укрепление, предположительно, располагалось у места впадения в Лену левой протоки, на высоком берегу, напротив нижнего конца острова, в месте, где сейчас находится здание детской библиотеки микрорайона Старый Усть-Кут.

## История
В 1628 (по другой версии — в 1629) году казак Василий Бугор, отправленный по приказу енисейского воеводы с отрядом в 10 человек, вышел к устью Куты и построил здесь зимовье. Единой версии о том, где оно располагалось, нет.
По результатам экспедиции Бугра енисейский воевода отправил в Приленье отряд в 30 человек под предводительством атамана Ивана Галкина, одной из задач которого была постройка в устье Куты острога. Весной 1631 года отряд вышел к устью и поставил здесь второе зимовье. Этот год считается датой основания острога и города Усть-Кута.
Однако ограждение и основные постройки острога появились лишь весной 1632 года, когда на помощь Галкину в устье пришёл Пётр Бекетов со вторым отрядом.
Острог был отдан в подчинение Илимску. К середине XVII века около Усть-Кутского острога по Лене и Куте образовалась цепочка небольших населённых пунктов. Все вместе они составили волость с центром в Усть-Куте.
В 1639—1649 годах в Усть-Кутском остроге в чине сына боярского жил Ерофей Хабаров (по другим данным, чин сына боярского Хабаров получил только в 1655 году.) Он завёл на Лене первые пашни, завёз лошадей, организовал ямскую гоньбу, а в нескольких километрах выше по течению Куты основал солеварни, положившие начало Усольской деревне и Усть-Кутскому солеваренному заводу. В 1655 году за заслуги перед государством Усть-Кутская волость была пожалована Хабарову в управление.
В XVII веке одним из опорных пунктов освоения севера Сибири и Дальнего Востока был Илимский острог, откуда отправлялись многие казачьи отряды и экспедиции. Наиболее удобный путь к новым землям пролегал по Лене, выход к которой давал Ленский волок. Его конечной точкой был Усть-Кутский острог, через который в числе других прошли экспедиции Дмитрия и Харитона Лаптевых, Владимира Атласова и Степана Крашенинникова, Григория Шелихова, Геннадия Невельского. На усть-кутском плотбище готовились суда-дощаники для Северной экспедиции Витуса Беринга.
Упоминания об остроге относятся к XVII и XVIII векам. С ростом села Усть-Кут укрепления утратили своё значение и исчезли. Когда это произошло и при каких обстоятельствах, неизвестно. Из воспоминаний Александра Радищева, который в 1796 году проезжал через Усть-Кут из илимской ссылки, следует, что острога в это время уже не было. По воспоминаниям старожилов Усть-Кута, последнее строение времён острога — казачья изба, топившаяся «по-чёрному», — было снесено в конце XIX века.

## Описание
Острог был постоянным поселением, несколько раз горел, в связи с чем перестраивался.
Об острогах см. также: Острог (укрепление)
На первой карте Сибири, составленной Семёном Ремезовым, острог был изображён в виде четырёхугольника с одной большой угловой башней, постройками внутри и вне стен, без церкви.
По описанию 1699 года, внутри острога были церковь, «государев двор» и другие постройки. За околицей находились около десятка построек. С восточной стороны располагалось казацкое кладбище, а на берегу реки — плотбище.
В описании, датируемом 1736 годом, даны метрические характеристики:
Усть-Кутский острог стоит над Кутою рекою… длиннику 17 сажень с аршином (35,5 м), поперешнеку 15 сажень с аршином (31 м) кругом всего острогу 54 сажени (109 м)

## Население
По архивным сведениям, в 1654 году при остроге проживало 11 крестьянских семейств, которые пахали 22 десятины земли на казну. К 1685 году общая численность крестьянских хозяйств достигает 22 и остаётся на этом уровне до конца XVII века.
В 1699 году 10 дворов (вне укреплений) составляли судовые плотники, готовившие дощаники и баржи для сообщения с Якутском. Пятеро из них пахали пашню. Отдельными дворами жили также поп и два кабака.

## Функции
Усть-Кутский острог не имел большого военного значения, и в первую очередь играл роль транспортного и торгового центров. Выполнял в основном следующее:
- Обслуживание путей сообщения — Ленского волока, ямского тракта по реке Лене, позже — Илимского тракта;
- Содействие в освоении Севера и Дальнего Востока;
- Сбор ясака с местного населения — эвенков;
- Административный центр волости, сбор налогов, исполнение государственных повинностей;
- Сбор торговых пошлин. Место проведения крупных ярмарок. Торговля пушниной из Якутии, солью с Усть-Кутского сользавода;
- Позже — место ссылки осуждённых и отбытия каторги.

## Ярмарки
Первые упоминания о ярмарках в остроге относятся к 1655 году в связи с ограблением торговых людей. Проводились они вплоть до начала XX века, когда острога уже не существовало, а на его месте выросло село Усть-Кут.
Ярмарки устраивались дважды в год — в мае после ледохода и в ноябре после ледостава. Весенние ярмарки совпадали с началом полевых работ, за что по своему характеру были названы «деловыми». В ноябре же проходили «праздничные» ярмарки, сопровождавшиеся народными гуляниями.
Основными товарами, притягивавшими на устье Куты купцов с юга, были пушнина и соль. Пушнина в больших количествах — до 400 подвод на одну ноябрьскую ярмарку — доставлялась по Лене из Якутии. Соль добывалась на солеварнях недалеко от острога. Продавали же купцы продукты питания и мелкие товары, необходимые в быту. Работал питейный дом.

### Пошлины
Существовало большое количество пошлин, делившихся на две категории — «въезжие», т. е. за въезд в острог, и «выездные» — соответственно, за выезд.
Сбором пошлин занимались целовальники. Известно, что некоторое время между 1639 и 1649 годами целовальником в Усть-Куте был Ерофей Хабаров.

#### Въезжие пошлины
1. Явчая пошлина — за появление в остроге — 1 алтын с человека.
2. Указные пошлины.
3. Пошлина с провозимого товара — 1/10 часть.
4. Пошлина за торговое место — 24 копейки в неделю.
5. Весчее — за взвешивание товара — 1 деньга с пуда.
6. «Рублёвые» за продажу скота — взимались с каждой головы.
7. «Роговые» за продажу крупного рогатого скота — 1 алтын с каждой головы.
8. «Пошёрстные» за провоз лошадей — 1 алтын с каждой головы.
9. За провоз соболей — 1 соболь с каждого десятка.
10. Амбарные деньги — плата за хранение товара в амбарах.
11. Пошлина за провоз денег — уплачивалась даже в случае отсутствия товара.

#### Отъезжие пошлины
1. Отъезжее за отпуск из острога — 4 деньги с человека плюс 4 деньги с 1 рубля денег и товаров.
2. Отъезжее за право проезда на Ангару (по Ленскому волоку) и дальше.
3. Посаженная пошлина (для судовладельцев) — 1 гривна с одной сажени.